# Stenostygia
Stenostygia là một chi bướm đêm thuộc họ Noctuidae.